# Кена (місто)
Кена — адміністративний центр і найбільше місто провінції Кена в Республіці Єгипет. Населення 206 831 житель (2006). В греко-римський період місто відоме як Каїна або Каінеполіс. Історичне місто Дендера розташоване на протилежному боці Нілу.

## Географія
Розташоване в долині річки Ніл, приблизно за 70 км на північ від Луксора. 

### Клімат

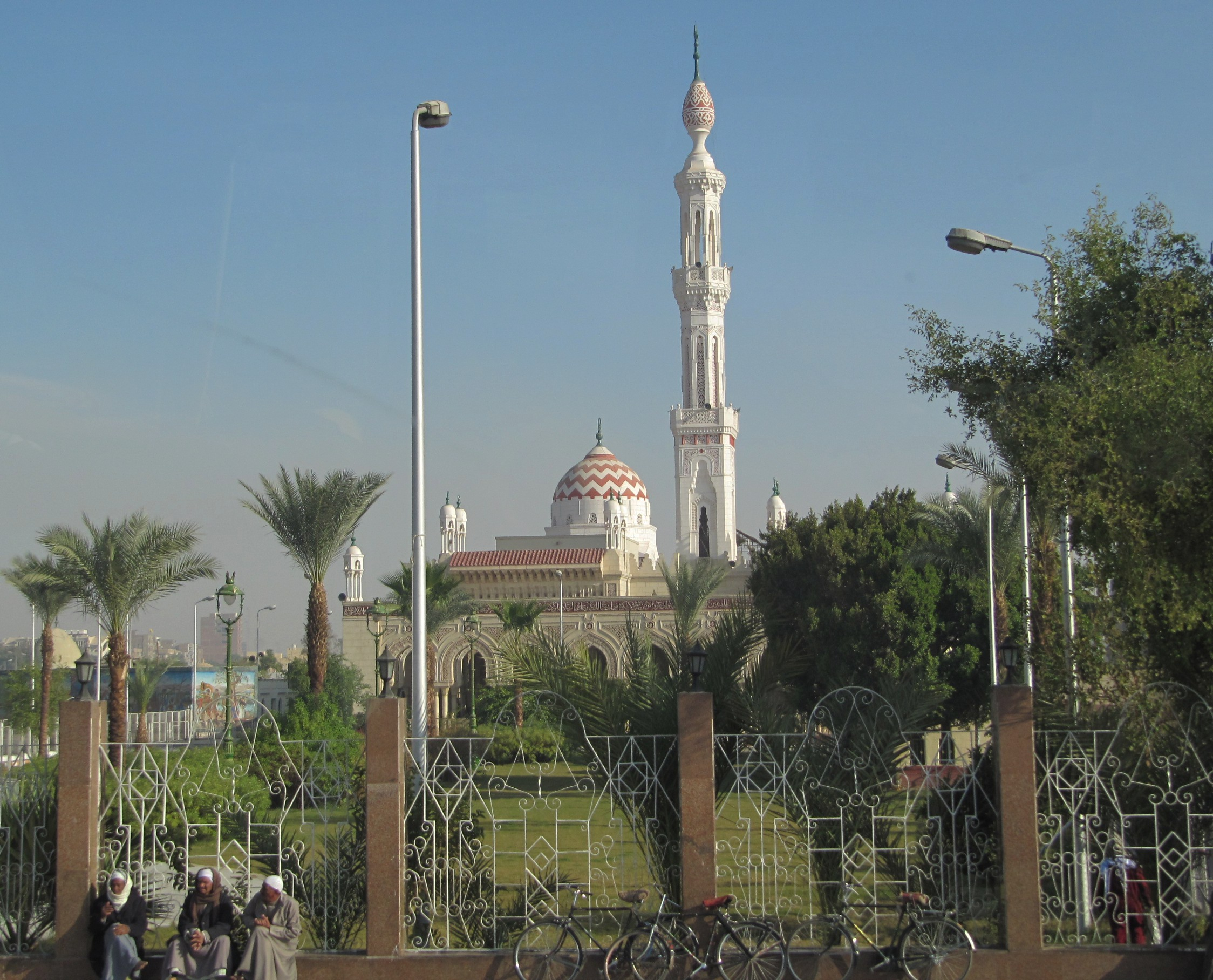
Мечеть
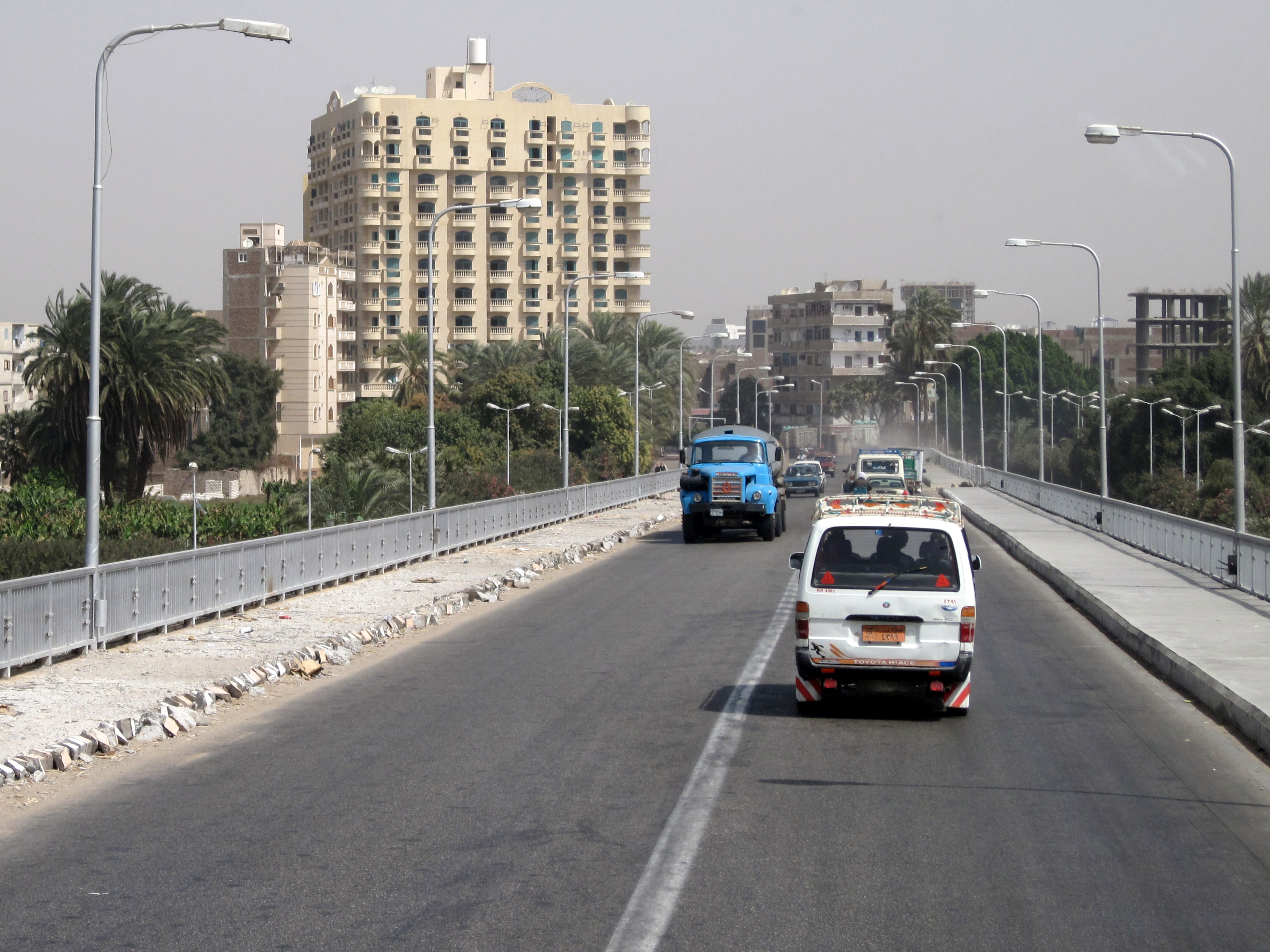
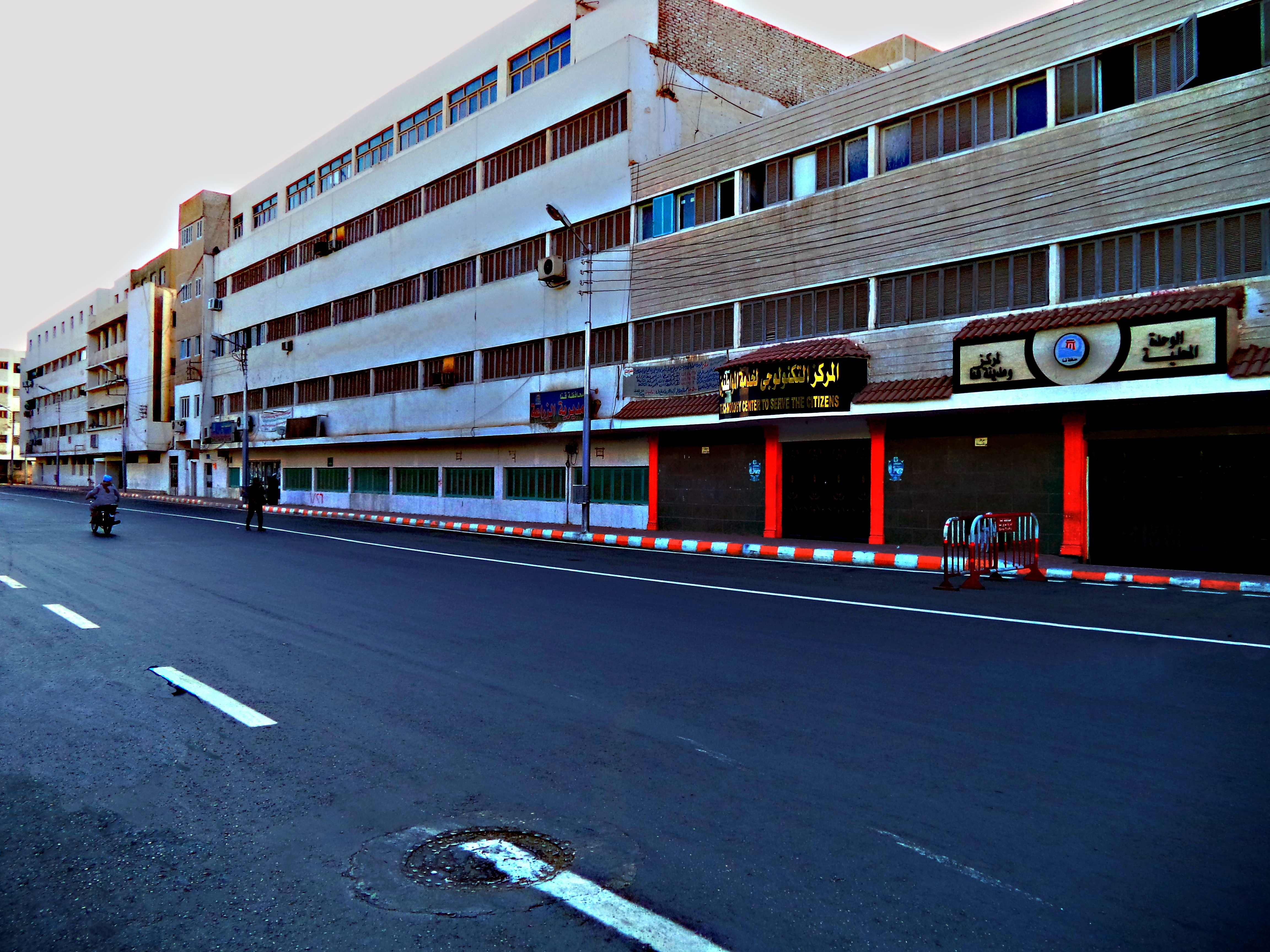

Місто знаходиться у зоні, котра характеризується кліматом тропічних пустель. Найтепліший місяць — липень із середньою температурою 31.2 °C (88.2 °F). Найхолодніший місяць — січень, із середньою температурою 14.4 °С (57.9 °F).
| Клімат Кени             | Клімат Кени | Клімат Кени | Клімат Кени | Клімат Кени | Клімат Кени | Клімат Кени | Клімат Кени | Клімат Кени | Клімат Кени | Клімат Кени | Клімат Кени | Клімат Кени | Клімат Кени |
| Показник                | Січ.        | Лют.        | Бер.        | Квіт.       | Трав.       | Черв.       | Лип.        | Серп.       | Вер.        | Жовт.       | Лист.       | Груд.       | Рік         |
| Середній максимум, °C   | 21,1        | 23,3        | 27          | 31,8        | 35,5        | 37,9        | 37,6        | 37,3        | 35,7        | 32,6        | 27,4        | 22,5        | 30,8        |
| Середня температура, °C | 14,4        | 16,1        | 19,7        | 24,6        | 28,3        | 30,9        | 31,2        | 30,8        | 29          | 25,6        | 20,3        | 16          | 23,9        |
| Середній мінімум, °C    | 5,3         | 6,7         | 10,3        | 15          | 18,9        | 21,5        | 22,7        | 22,3        | 20,4        | 16,8        | 11,5        | 6,9         | 14,9        |
| Норма опадів, мм        | 0.1         | 0.3         | 0.2         | 0.3         | 0.4         | 0           | 0           | 0           | 0           | 0.2         | 0           | 0.1         | 1.6         |
| Днів з опадами          | 0,1         | 0,1         | 0,2         | 0,2         | 0,4         | 0,1         | 0,1         | 0,1         | 0,1         | 0,3         | 0,1         | 0,2         | 2           |
| Вологість повітря, %    | 52.8        | 46.1        | 39.7        | 33.9        | 30          | 30.8        | 34.4        | 37          | 40.2        | 43.5        | 49.9        | 54.2        | 41          |
| ----------------------- | ----------- | ----------- | ----------- | ----------- | ----------- | ----------- | ----------- | ----------- | ----------- | ----------- | ----------- | ----------- | ----------- |
| Джерело: Weatherbase    |             |             |             |             |             |             |             |             |             |             |             |             |             |

- Мечеть